# Spoorlijn Saillat-sur-Vienne - Bussière-Galant
De spoorlijn Saillat-sur-Vienne - Bussière-Galant was een Franse spoorlijn van Saillat-sur-Vienne naar Bussière-Galant. De lijn was 44,3 km lang en heeft als lijnnummer 615 000.

## Geschiedenis
De lijn werd geopend door de Compagnie du chemin de fer de Paris à Orléans op 28 december 1880. Personenvervoer werd opgeheven op 29 april 1940. Goederenvervoer werd stapsgewijs opgeheven, tussen Saint-Laurent-sur-Gorre en Oradour-sur-Vayres op 5 oktober 1952, tussen  Rochechouart en Saint-Laurent-sur-Gorre op 1 juli 1954, tussen Oradour-sur-Vayres en Bussière-Galant op 1 juni 1987 en tussen Saillat-sur-Vienne en Rochechouart op 3 juni 1991.

## Aansluitingen
In de volgende plaatsen is of was er een aansluiting op de volgende spoorlijnen:
Saillat-sur-Vienne
RFN 610 000, spoorlijn tussen Limoges-Bénédictins en Angoulême
Bussière-Galant
RFN 611 000, spoorlijn tussen Limoges-Bénédictins en Périgueux
RFN 614 000, spoorlijn tussen Bussière-Galant en Saint-Yrieix

## Galerij

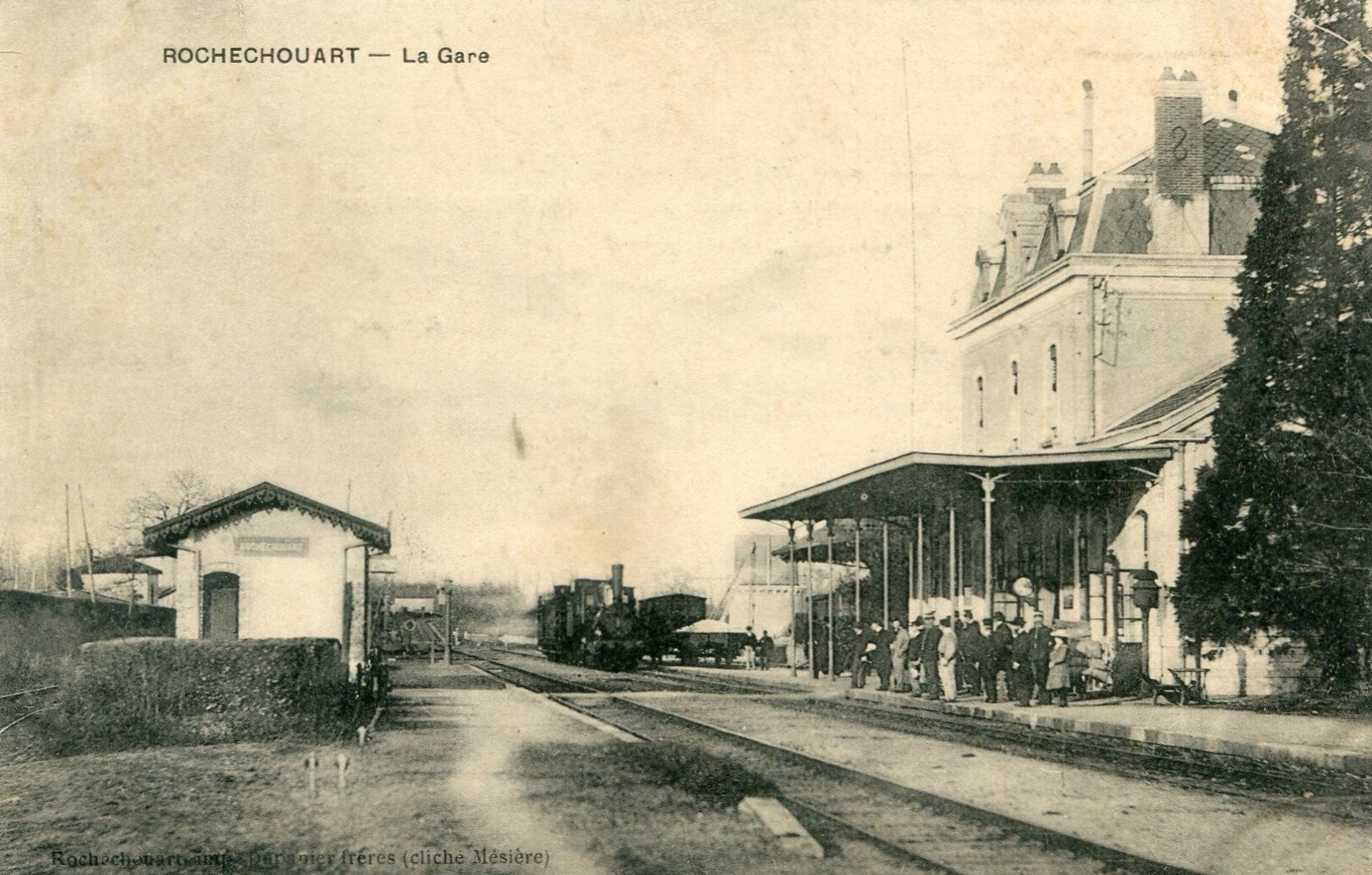
Station Rochechouart rond 1910.
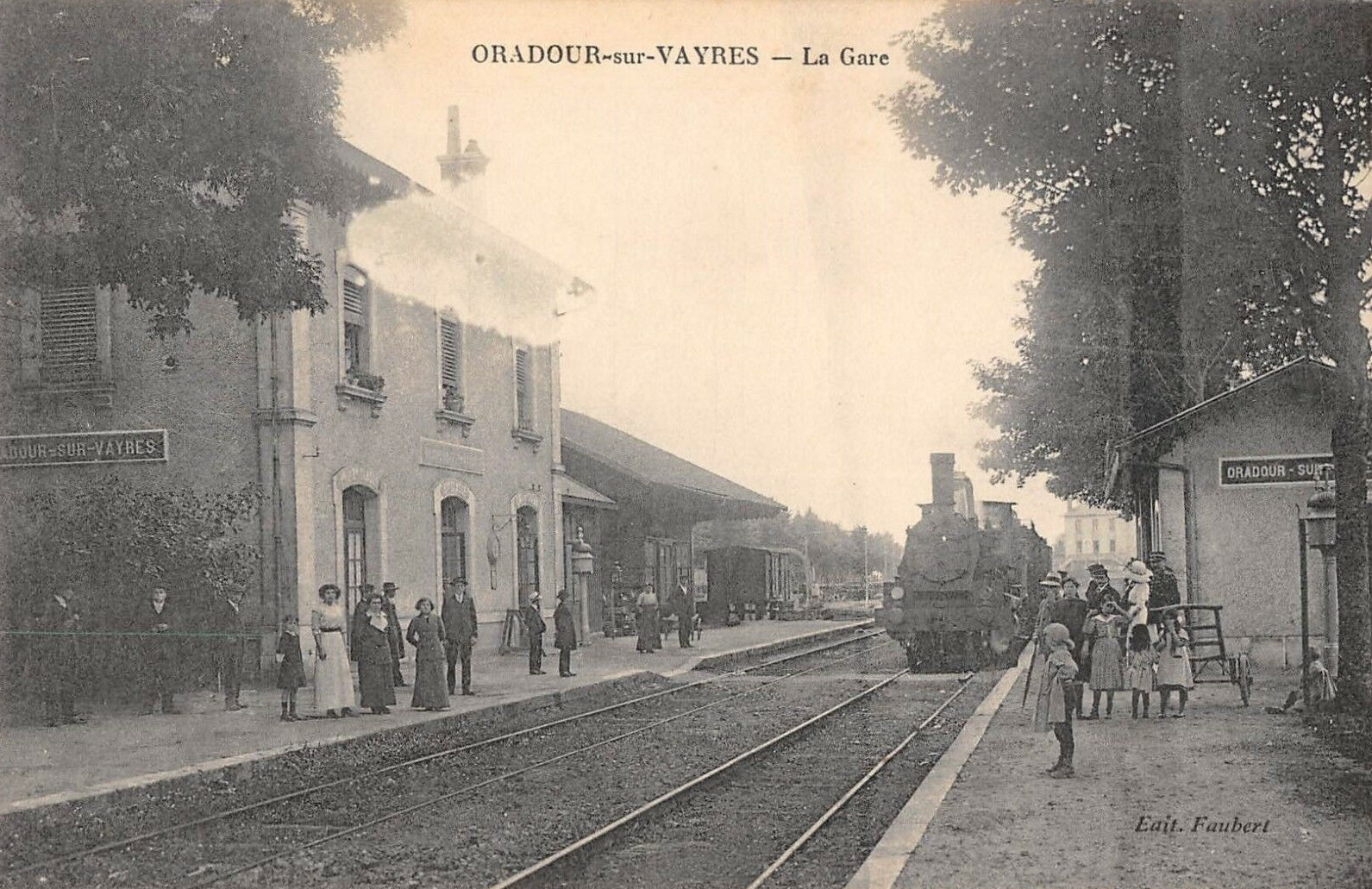
Station Oradour-sur-Vayres rond 1910.
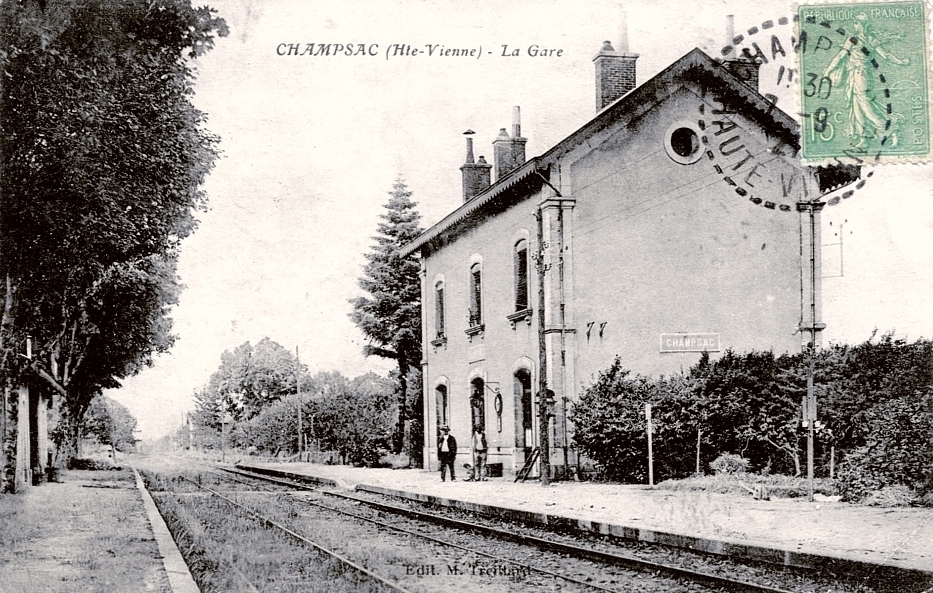
Station Champsac rond 1920.